# 同步主義
二十世紀早期在視覺藝術、劇場、文學中的一種概念，對於事物在不同地點，卻在同一時間或同一時段發生，所表現的多重感受體悟。此概念挑戰視時間、動作、地點為一體的傳統想法。
1. ↑  藝術與建築索引典－同步主義[永久]於2011年3月16日查閱